# Бобрук, Сергей Антонович
Серге́й Анто́нович Бобру́к (15 февраля 1901 года, деревня Шубичи, Пружанский уезд, Гродненская губерния, ныне Пружанский район, Брестская область — 18 марта 1962 года, Винница) — советский военачальник, генерал-лейтенант (8 августа 1955 года). Герой Советского Союза (19 марта 1944 года).

## Начальная биография
Сергей Антонович Бобрук родился в деревне Шубичи ныне Пружанского района Брестской области Белоруссии в крестьянской семье.
После окончания начальной школы в 1914 году работал чернорабочим, колодочной фабрики в селе Талдом (Московская губерния), с 1919 года — подручным и помощником слесаря в слесарно-механических мастерских в этом селе.

## Военная служба

### Гражданская война
В июне 1920 года был призван в ряды РККА и направлен на учёбу в 4-й Тверской кавалерийской школы комсостава РККА. Будучи курсантом, в составе сводного курсантского полка принимал участие в ходе в подавления Кронштадтского восстания в марте 1921 года.

### Межвоенное время
С августа 1921 года командовал взводом на 18-х Саратовских, с мая по ноябрь 1922 — на 15-х Алма-Атинских кавалерийских курсах. В июне 1923 года окончил повторные кавалерийские курсы Туркестанского фронта в Ташкенте. В июле 1923 года был направлен во 2-й Гиссарский кавалерийский полк 1-й отдельной Туркестанской бригады, где служил на должностях командира взвода и помощника командира эскадрона и принимал участие в боевых действиях против басмаческих формирований под командованием Ибрагим-бека и Карамурзы на территории Восточной и Западной Бухары.
В мае 1925 года был направлен в 9-ю кавалерийскую дивизию Украинского военного округа, где был назначен на должность командира взвода 51-го кавалерийского полка, а с марта 1926 года служил в 50-м кавалерийском полку той же дивизии, где служил на должностях помощника командира эскадрона, командира хозяйственного взвода, командир кавалерийского взвода, командира эскадрона и помощника начальника штаба полка. В марте 1930 года Бобрук был направлен на учёбу на кавалерийские курсы усовершенствования командного состава РККА в Новочеркасске, после окончания которых в июне того же года вернулся на прежнюю должность. Член ВКП(б) с 1929 года.
В июне 1935 года был назначен на должность помощника начальника 1-й части штаба 28-й кавалерийской дивизии Киевского военного округа, в апреле 1936 года — на должность начальника штаба 10-го кавалерийского полка, в январе 1938 года — на должность начальника 1-й части штаба 23-й кавалерийской дивизии, а в марте того же года — на должность помощника начальника штаба 5-й кавалерийской дивизии, после чего принимал участие в ходе похода Красной Армии в Западную Украину.
После заочного окончания Военной академии имени М. В. Фрунзе в феврале 1940 года был назначен на должность начальника 1-го отделения штаба 34-й кавалерийской дивизии, а в апреле того же года — на должность начальника оперативного отделения — помощника начальника штаба 148-й стрелковой дивизии (Приволжский военный округ), дислоцированной в Саратове.

### Великая Отечественная война
С началом войны Бобрук находился на прежней должности. С дивизией из города Энгельс в составе 21-й армии прибыл на Западный фронт и уже 2 июля 1941 года вступил в бой под городом Чаусы. С 7 июля в состав 45 стрелкового корпуса 13-й армии участвовал в Смоленском оборонительном сражении. В конце августа дивизию передали на Брянский фронт, где она участвовала в Рославльско-Новозыбковской наступательной операции. В начале немецкого генерального наступления на Москву майор Бобрук с дивизией попал в окружение под Брянском, с боями вышел оттуда и участвовал в оборонительных сражениях этой битвы.
С ноября 1941 года находился в распоряжении Главного управления кадров НКО, а затем — Военного совета Брянского фронта. В декабре 1941 — феврале 1942 года служил в должности начальника оперативного отдела штаба своей «родной» 148-й стрелковой дивизии. Лично принимал участие в боях за освобождение города Елец в ходе Елецкой наступательной операции. Участник освобождения города Ливны (25-26 декабря 1941 года). В этот период представлялся к ордену Красного Знамени, но был награжден только медалью «За отвагу». 
В марте 1942 года был назначен на должность начальника штаба 153-й стрелковой дивизии, формирующейся в Приволжском военном округе в городе Чапаевск. В июле 1942 года дивизия срочно была направлена на Сталинградский фронт, принимала участие в боевых действиях в ходе Сталинградской битвы. Прошёл с дивизией пятимесячные оборонительные бои юго-западнее города, за мужество и стойкость в которых 31 декабря 1942 года дивизия была преобразована в 57-ю гвардейскую стрелковую дивизию. Затем участвовал в Среднедонской и Миллерово-Ворошиловградской наступательных операциях. 
С апреля 1943 — начальник штаба 6-го гвардейского стрелкового корпуса на Юго-Западном (с октября 1943 — 3-м Украинском) фронте, участвовал в Изюм-Барвенковской и Донбасской наступательных операциях. 30 декабря 1943 года был назначен на должность командира 47-й гвардейской стрелковой дивизии. 
Командир 47-й гвардейской стрелковой дивизии (4-й гвардейский стрелковый корпус, 8-я гвардейская армия, 3-й Украинский фронт) гвардии полковник С. А. Бобрук в январе-феврале 1944 года проявил мужество и героизм в Никопольско-Криворожской наступательной операции. В боях при ликвидации никопольской группировки противника дивизия прорвала главную полосу обороны противника и умелыми действиями передовых отрядов не дала отходившему врагу занять тыловой рубеж обороны, с ходе преодолев и его. Был обеспечен ввод в прорыв 4-го гвардейского механизированного корпуса. Развивая успех, дивизия перерезала важнейшую артерию противника — шоссе Никополь—Апостолово, где отбивала ожесточенные немецкие контратаки, сковав большие силы врага и обеспечив успех действий всего корпуса. Выдержав несколько суток оборонительные бои, затем дивизия вновь продвинулась вперёд. За время операции воины дивизии нанесли немецким войскам большой урон: уничтожено до 2100 солдат и офицеров, 9 танков и штурмовых орудий, 5 артиллерийских орудий, захвачены 291 пленный, 22 орудия, 25 миномётов, 14 складов и много иного вооружения и военного имущества. 
Указом Президиума Верховного Совета СССР от 19 марта 1944 года за умелое командование дивизией и проявленные при этом мужество и отвагу гвардии полковнику Сергею Антоновичу Бобруку присвоено звание Героя Советского Союза с вручением ордена Ленина и медали «Золотая Звезда» (№ 2664).
27 марта 1944 года был назначен на должность командира 29-го стрелкового корпуса, который вскоре принимал участие в боевых действиях в ходе Одесской наступательной операции.
В мае 1944 года временно исполнял должность начальника штаба 8-й гвардейской армии, а 29 мая был назначен на должность командира 31-го гвардейского стрелкового корпуса 46-й армии. Позднее корпус был передан в 4-ю гвардейскую армию, участвовал в ходе Ясско-Кишинёвской, Дебреценской, Будапештской наступательных, Балатонской оборонительной, Венской наступательной операций, в том числе в освобождении городов Кагул, Галац, Браилов, Рущук, Пакш, Секешфехервар, Будапешт, Капувар, Шопрон и Вена. За образцовое выполнение заданий командования в боевых действиях с противником при овладении городом Вена 31-й гвардейский стрелковый корпус был награждён орденом Суворова 2 степени.

### Послевоенная карьера
После окончания войны находился на прежней должности, корпус был передан в Центральную группу войск.
В марте 1946 года был направлен на учёбу на Высшие академические курсы при Высшей военной академии имени К. Е. Ворошилова, после окончания которых в апреле 1947 года был назначен на должность командира 13-й гвардейской механизированной дивизии (Центральная группа войск), в октябре 1953 года — на должность командира 27-го гвардейского стрелкового корпуса (Киевский военный округ), в июне 1955 года — на должность командующего 4-й армией (Закавказский военный округ), в декабре 1957 года — на должность старшего военного советника группы военных специалистов Цзинаньского военного округа НОАК, а в январе 1959 года — на должность военного специалиста — старшего группы специалистов военного округа НОАК.
Генерал-лейтенант Сергей Антонович Бобрук в марте 1959 года вышел в отставку. Умер 18 марта 1962 года в Виннице.

## Награды
- Медаль «Золотая Звезда» Героя Советского Союза (№ 2664; 19.03.1944);
- Два ордена Ленина (19.03.1944, 6.11.1945);
- Три ордена Красного Знамени (в том числе 14.02.1943, 3.11.1944);
- Орден Суворова 1-й (28.04.1945) и 2-й (13.09.1944) степеней;
- Орден Кутузова 2-й степени (29.06.1945);
- Орден Отечественной войны 1-й степени (3.10.1943);
- Медаль «За отвагу» (18.01.1942);
- Медаль «За оборону Сталинграда»;
- Медаль «За взятие Будапешта»;
- Медаль «За взятие Вены»;
- Ряд других медалей СССР;
- Орден Партизанской Звезды 1-й степени (Югославия);
- Орден Заслуг 3-го класса (Венгрия).

## Воинские звания
- подполковник (1942);
- Полковник (1943);
- Генерал-майор (19.03.1944);
- Генерал-лейтенант (8.08.1955).

## Память
В честь Сергея Антоновича Бобрука названа улица в городе Пружаны (Брестская область), в котором на аллее «Их именами названы улицы города» установлена мемориальная доска.